# Brioco de Saint-Brieuc
Brioco (em galês: Briog; em bretão: Brieg; em córnico: Breock; em francês: Brieuc; Ceredigião, c. 409 – Saint-Brieuc, c. 502) é, segundo uma construção literária e hagiográfica tardia forjada a partir do  século XI, um monge bretão originário do País de Gales e que se tornou o primeiro bispo de Saint-Brieuc, cidade da Bretanha continental que lhe deve o nome. É um dos sete santos fundadores da Bretanha, homenageado na peregrinação Tro Breizh. Os católicos celebram sua memória em 1.º de maio.

## Etimologia

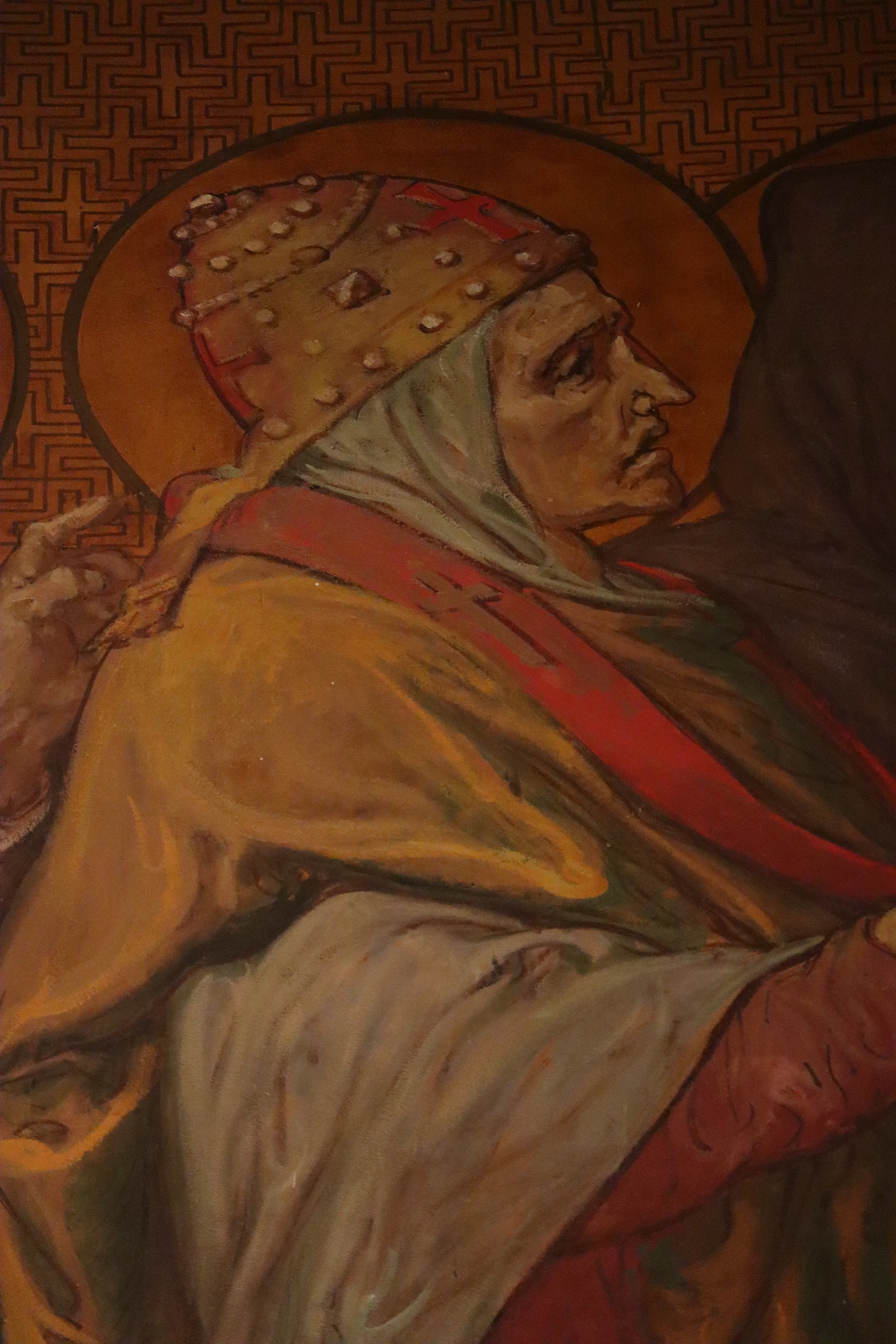
Detalhe de São Brioco na obra "Procession des saints de Bretagne", ambulatório da Catedral de Rennes

São Brioco teria nascido no início do  século V provavelmente em Ceredigião (Cardiganshire), no País de Gales.
Saint Brieuc, Sant Brieg (em bretão), é inicialmente chamado de Briomaglos. Uma forma intermediária equivalente é Brimaël (ri, rio = rei; magl, maglos, mael = príncipe). Seu nome vem do bretão "bri" (dignidade, estima, nobreza) e a desinência adjetiva -euc, que se tornou, por exemplo, no bretão moderno, revela suas origens patrícias. Uma forma hipocorística (abreviada, terna, amigável) é Brioc. A forma Breok, Breoke, da Cornualha Britânica, deriva de Brioc.
A Vita Briocii (Vida de São Brioco), escrita no século XI, dá uma etimologia popular ao nome de Brioco. O hagiógrafo relata o anúncio milagroso de um anjo aos futuros pais do santo (Cerpus e Eldruda): "Uma noite, o anjo do Senhor apareceu a Eldrude numa visão: 'Mulher', disse-lhe ele, 'saia das trevas da idolatria, adore o Deus do céu, Criador de todas as coisas, e em suas súplicas, peça-lhe que brilhe sobre sua alma e a de seu marido a luz da verdade [...] Você o chamará de Brioco, isto é, diga bendito do Senhor".
São Brioco não deve ser confundido com São Briac (ver as cidades de Bourbriac e Saint-Briac-sur-Mer). O sobrenome de Brieuc e sua origem insular bretã sugerem que ele pode ter pertencido a uma família nobre. Isto confirmaria a emigração bretã para Armórica de grupos de bretões, sob a liderança de príncipes e clérigos. Os historiadores há muito favorecem a hipótese segundo a qual esta emigração, espalhada ao longo do tempo a partir do século V, estava ligada apenas à colonização anglo-saxônica da Grã-Bretanha. É mais um movimento difuso de monges de origem aristocrática formados no País de Gales ou na Irlanda, que emigram em ondas sucessivas por razões ainda pouco compreendidas, e que viajam por toda a Armórica espalhando ali o cristianismo celta. No que diz respeito ao clero, falamos de "santos fundadores" e Brioco parece ser um deles..

## Hagiografia

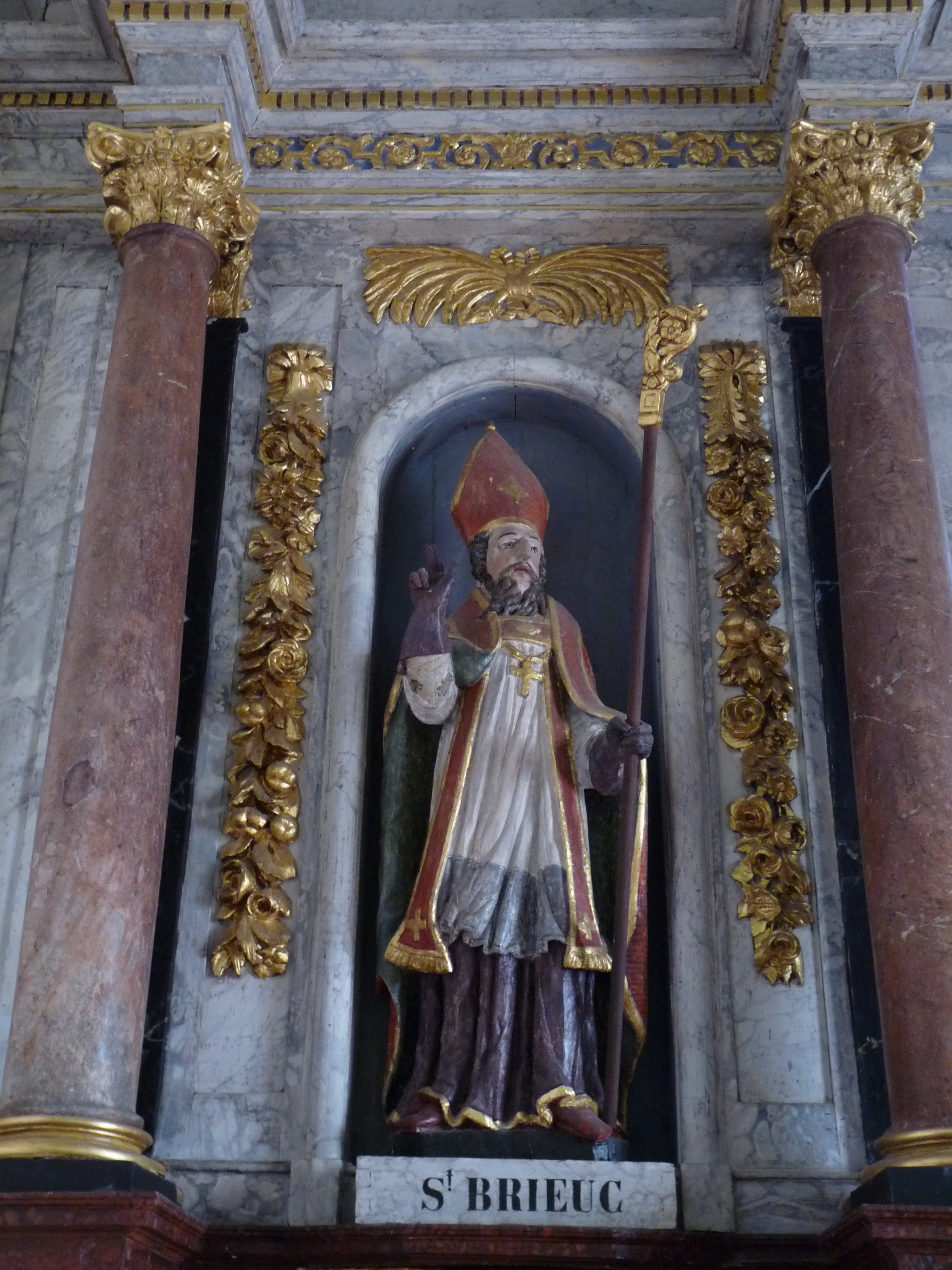
Estátua de São Brioco na igreja de Saint-Brieuc-des-Iffs, França

A sua hagiografia baseia-se na Vita Briocii, um relato escrito por volta de 1050, provavelmente na abadia de São Sérgio, em Angers, para onde as relíquias do santo foram transferidas durante o reinado do rei bretão Erispoe. Esta trasnlação de relíquias na época das invasões normandas talvez corresponda ao desejo do rei de dar uma relíquia insigne à abadia com a qual acabara de ser investido em 851 pelo seu tratado de Angers com Carlos, o Calvo, após a batalha de Jengland. Esta história de um monge angevino e não brioquino visa exaltar São Brioco em detrimento de São Tudual (primeiro bispo de Tréguier), talvez para atrair a Angers peregrinos que, em Laval, iam venerar as relíquias do fundador de Tréguier e ocorre num contexto de competição entre estabelecimentos religiosos e bispados vizinhos. Desde os Bolandistas, esta Vita foi estudada por numerosos estudiosos (Gilbert Hunter Doble, Dom François Plaine), todos os quais, com exceção de Arthur de La Borderie, concordaram em não lhe dar nenhum valor histórico, a história repleta "de contradições, anacronismos e erros". Num tênue quadro histórico, a imaginação do hagiógrafo bordou de facto uma série de episódios que mantiveram muito pouca ligação com os factos históricos, construindo a lenda de São Brioco sobre a qual o trabalho dos investigadores modernos foi gradualmente discernindo a memória das tradições pagãs da ilha Bretanha, com citações bíblicas e outros topos literários (citações da Eneida, da Vita Samsoni, da Vita Tugdualis e da Vita sancti Martini).
Brioco nasceu por volta do ano 409, filho de pais pagãos, no reino bretão então conhecido como Coriticiana regio e identificado como Ceredigião, onde hoje é o País de Gales.
Tal como outros filhos da nobreza, o seu pai enviou-o muito cedo para hospedar-se no mosteiro de Ynys Pyr (Ilha de Pyrus, hoje Caldey) onde foram treinados os santos Sansão, Malo e Gildas. Depois, aos 10 anos, enviou-o para hospedar-se na Gália com São Germano (teria sido São Patrício como colega). A autora da Vita teria feito conscientemente a confusão entre São Germano de Auxerre (429-447) e São Germano de Paris (555-576), querendo sobretudo afirmar através da cronologia a anterioridade de Brioco em relação a São Tudual a quem ela também apresenta ele mesmo como seu sobrinho. Lá ele realizou seu primeiro milagre. Ao ir buscar água, encontra no caminho leprosos que dão esmola. Por caridade, ele lhes oferece sua jarra de água. Ao ser lecionado no retorno ao mosteiro pelo abade São Germano, Deus lhe enviou um vaso de latão para compensar a perda.
São Germano o ordenou sacerdote em 447 e depois enviou-o à Cornualha Britânica para converter os seus compatriotas. Ainda segundo a Vita Briocii, Brioco transformou templos pagãos em igrejas e fundou mosteiros onde transmitiu o que lhe fora ensinado. Então, por volta de 480, ele embarcou com 175 de seus discípulos e partiu para evangelizar a Bretanha Armórica continental. Teria desembarcado em Aber-Wrac'h para fundar um mosteiro em Landebaëron, no país de Tréguier e do qual teria deixado a gestão ao seu sobrinho São Tudual. Mais uma vez, a narrativa política da Vita pretende afirmar a primazia definitiva de Brioco sobre Tudual.
A sua Vita indica também que regressou ao seu país natal, a pedido dos seus concidadãos, para conter uma epidemia que deve ser a praga de Justiniano, de 547-550.
Por volta de 485, regressou à Bretanha Armórica, desembarcando com 80 monges na foz do Rio Gouët. Ele converteu seu primo, o príncipe Riwal e todos os seus súditos no reino de Dumnônia, e fundou ali outro mosteiro em terras que lhe foram dadas por Riwal, e que se tornou a cidade de Saint-Brieuc. Segundo a tradição, a má recepção e os milagres alternam-se - segundo os símbolos tradicionais: vitória sobre o mal e benefícios da caridade - para finalmente deixá-lo estabelecer um mosteiro num lugar chamado "le Champ-du-Rouvre" em torno do qual nascerá uma cidade, Saint-Brieuc. Na realidade, a história da Vita parece ser uma "verdadeira impostura", este mosteiro costeiro só foi fundado no terceiro quartel do século VI numa região onde  provavelmente se formou uma marcha franca com o objectivo de conter o impulso de os bretões.
Brioco morreu por volta do ano 502. Relata uma lenda que, após a sua morte, os outros monges viram o santo subir ao céu disfarçado de pomba.
Em 1166, o corpo de São Brioco foi transladado para a abadia de Saint-Serge-lès-Angers.

## Posteridade
Invocado contra as calamidades públicas, foi também padroeiro dos fabricantes de bolsas, capelães e carteiras, provavelmente porque esta indústria outrora floresceu na cidade de Saint-Brieuc e o seu hagiógrafo voltou várias vezes aos seus actos de caridade.

### Iconografia

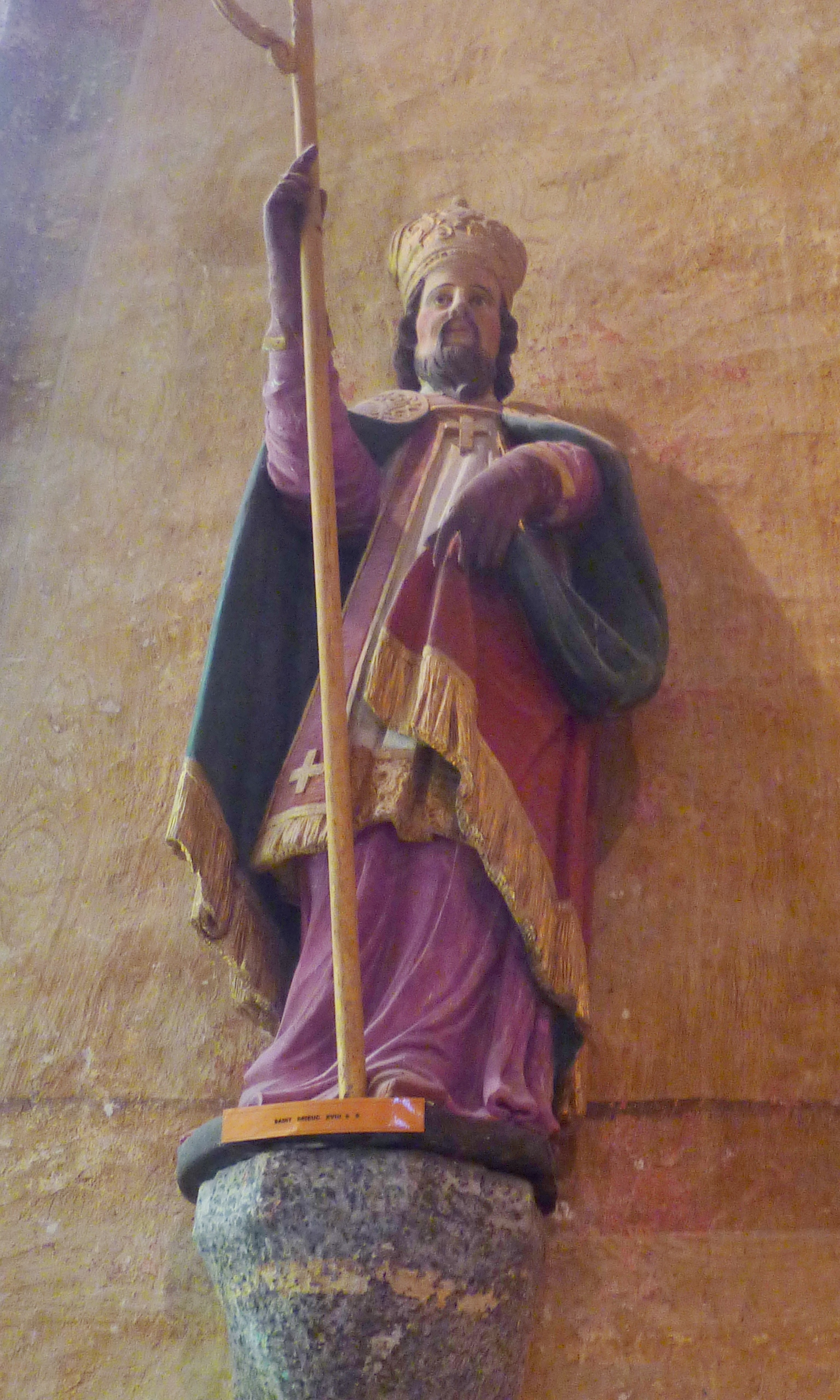
Estátua de São Brioco na capela homônima, em Plonivel

Segundo a lenda, ao retornar ao seu mosteiro à noite com vários companheiros, eles foram cercados por uma horda de lobos ameaçadores que formaram um círculo ao seu redor. Bastou que Brioco levantasse a mão para que os lobos se dispersem silenciosamente e parem de preocupar o grupo. É por isso que o lobo é um dos seus atributos iconográficos.
Às vezes, ele também é representado com três bolsas no cinto, símbolo de sua generosidade para com os pobres, bem como um báculo episcopal embora Saint-Brieuc só tenha sido estabelecido como bispado em 844 por Nominoe.

### Outros lugares
- Diz-se que Llandyfriog (Lann Brioc) no País de Gales é um mosteiro fundado por Brioco;
- A vila de St Briavels, no condado de Gloucestershire. St-Briavel teria dado em bretão Brimael, depois Brivel;
- A freguesia de Sant Breock na Cornualha Britânica.[14] As aldeias de Saint-Breock, bem como Saint-Tudy (muito próximas), só foram criadas no século X  por volta de 913-920, na sequência da dispersão da população (habitantes e monges) antes dos ataques escandinavos na Bretanha, de Loctudy (também conhecido como Saint-Tudy) e Plonivel (também conhecido como Saint-Brioc), em direção a Saint-Tudy e Saint-Breok, na Cornualha Britânica (Cornwall) perto de Tintagel;
- A aldeia de Plonivel, freguesia mãe de Loctudy, perto de Pont-l'Abbé em Finistère. Após a emigração britânica de Saint Briavel (também conhecido por Brieuc) para Armórica, o nome Brivael é a origem de Plonivel. Precedida pelo bretão Ploe, a forma Brimael sofreu uma mutação e o nome, que passou a ser Ploevrimael, foi então reduzido a Ploerimael, passando a ser Ploenivael, depois Plonivel. O epônimo de Plonivel e seu padroeiro Brioco são, portanto, um único e mesmo personagem.[15] A capela de São Brioco, antiga igreja paroquial da freguesia de Plonivel, hoje desaparecida, encontra-se agora na comuna de Plobannalec-Lesconil (Finistère);
- A aldeia de Briec na Cornualha Armoricana, perto de Quimper;
- A aldeia de Saint-Brieuc-de-Mauron em Morbihan;
- A aldeia de Saint-Brieuc-des-Iffs, em Ille-et-Vilaine;
- Uma cidade no Canadá, em Sascachevão, que leva o nome de Saint Brieux, foi fundada por emigrantes bretões.